# Helmut Tengg
Helmut Tengg ist ein ehemaliger deutscher Biathlet.
Helmut Tengg startete für den SC Mittenwald. Er gehörte der späteren Sportfördergruppe Mittenwald der Bundeswehr an. Bei den Biathlon-Juniorenweltmeisterschaften 1986 in Falun gewann er hinter Birk Anders und Frank Luck die Bronzemedaille im Sprint sowie mit Ernst Reiter, Jörg Hausberger und Andreas Winkler hinter der DDR und vor der Sowjetunion die Silbermedaille mit der bundesdeutschen Staffel. Zudem wurde er Deutscher Juniorenmeister im Sprint und mit der Staffel. Ein Jahr später gewann er an der Seite von Alois Reiter, Peter Angerer und Franz Wudy ebenso wie 1988 mit Anton Kroiss, Jörg Hausberger und Alois Reiter sowie 1990 mit Georg Fischer, Franz Wudy und Stefan Burkhard als Vertretung Bayerns (1987 und 1988 als Bayern II) die Titel im Staffelrennen bei den Deutschen Meisterschaften. 1989 wurde er Staffel-Dritter, 1991 noch einmal Vizemeister. Im Weltcup erreichte Tengg 1991 in Antholz mit Platz neun eine Top-Ten-Platzierung. In Oberhof wurde er mit der zweiten deutschen Staffel an der Seite von André Sehmisch, Andreas Heymann und Frank-Peter Roetsch Vierter, als zweite Staffel lief diese jedoch außer Konkurrenz.

## Belege
1. ↑  Kurzfassung der Chronik ehem. GebJgBtl 234
2. ↑  Roetsch: Sechs Fehlschüsse
3. ↑  Weltcup in Oberhof

| Personendaten    | Personendaten      |
| ---------------- | ------------------ |
| NAME             | Tengg, Helmut      |
| KURZBESCHREIBUNG | deutscher Biathlet |
| GEBURTSDATUM     | 20. Jahrhundert    |